# Sissy van Alebeek
Sissy van Alebeek (Schijndel, 8 de febrer de 1976)va ser una ciclista neerlandesa que fou professional del 1999 al 2009. El 2001 va guanyar el Campionat nacional en ruta.

## Palmarès
- 1999
  - Vencedora d'una etapa a la Ster van Walcheren
- 2001
  -  Campiona dels Països Baixos en ruta
- 2004
  - 1a al Novilon Euregio Cup i vencedora d'una etapa